# Tommaso Montano
Tommaso Montano, född den 14 mars 1953 i Livorno, Italien, är en italiensk fäktare som tog OS-silver i herrarnas lagtävling i sabel i samband med de olympiska fäktningstävlingarna 1976 i Montréal.